# Vstřikování paliva

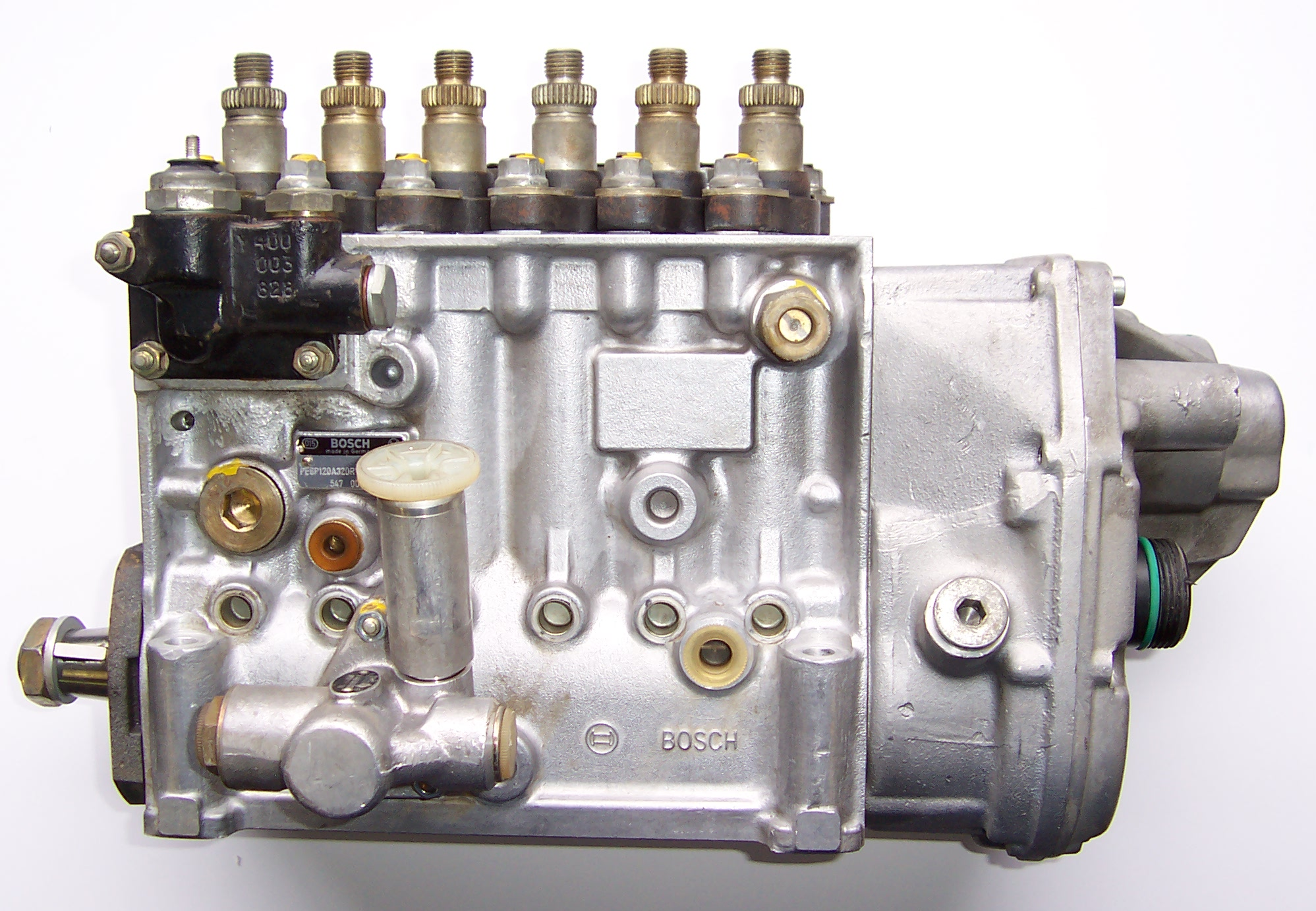
Řadové vstřikovací čerpadlo vznětového motoru

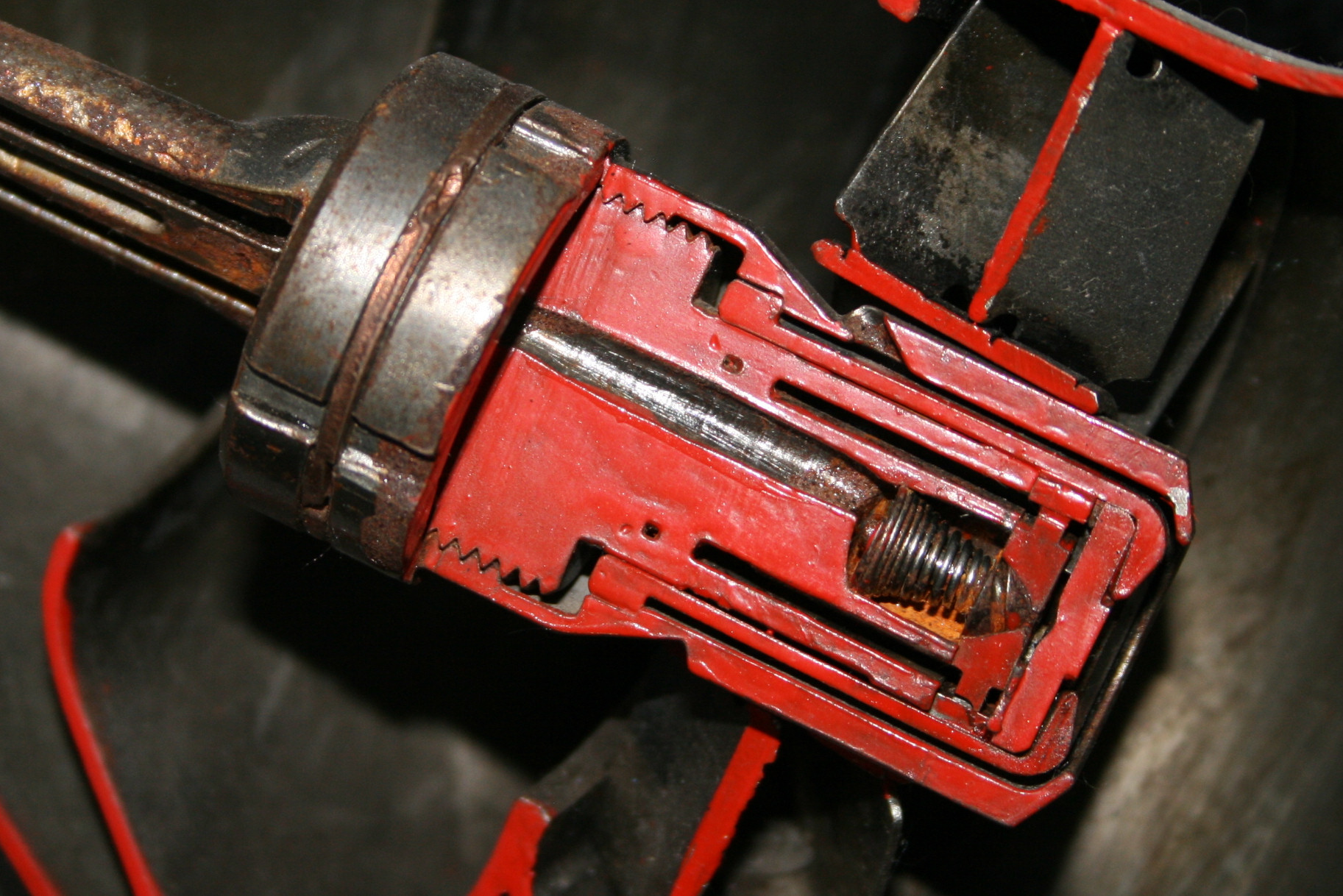
Vstřikovač proudového leteckého motoru M701

Vstřikování paliva je způsob přípravy směsi paliva se vzduchem pro spalovací motory. Spočívá ve stlačení dávkovače paliva přes malý otvor — trysku vstřikovače — do prostoru motoru: sacího potrubí, sacího kanálu, komůrky, válce nebo spalovací komory. Palivo je před tryskou stlačeno na výrazně vyšší tlak, než je tlak v prostoru, do kterého se vstřikuje. Následkem toho a malého rozměru trysky se palivo během vstřiku rozpráší na jemné částice, což urychluje tvorbu spalovací směsi.
Ve starších aplikacích zejména pro vznětové motory se využívalo pneumatické vstřikování, při kterém bylo palivo s nezvýšeným tlakem do spalovacího prostoru dopravováno přes trysku prostřednictvím proudu stlačeného vzduchu.
Vstřikování paliva zajišťuje vstřikovací zařízení, které se obvykle skládá z následujících částí: palivová nádrž, dopravní čerpadlo, čističe paliva, vstřikovací čerpadlo, vstřikovač a potřebné spojovací potrubí. Některé součásti nemusí být v konkrétním řešení zastoupeny, resp. mohou být přidány jiné součásti.

## Rozdělení
Podle typu motoru a koncepce vstřikování je třeba pro zvláštnosti konstrukce a podmínek práce rozlišovat:
- Vstřikování lehce odpařitelných paliv pro zážehový motor:
  - V této skupině specificky řešení pro zážehový motor s přímým vstřikem
- Pro vznětové motory:
  - Vstřikování komprimovaného plynného paliva
  - Vstřikování kapalného paliva (nafty)
    - V této skupině specificky řešení Common rail - systém vysokotlakého vstřikování s tlakovým zásobníkem

  - Vstřikování zapalovacího paliva do připravené směsi u vícepalivových motorů
- Vstřikování paliva pro spalovací turbíny